# Platysoma striativarium
Platysoma striativarium är en skalbaggsart som beskrevs av Lea 1925. Platysoma striativarium ingår i släktet Platysoma och familjen stumpbaggar. Inga underarter finns listade i Catalogue of Life.